# Schloss Maineck

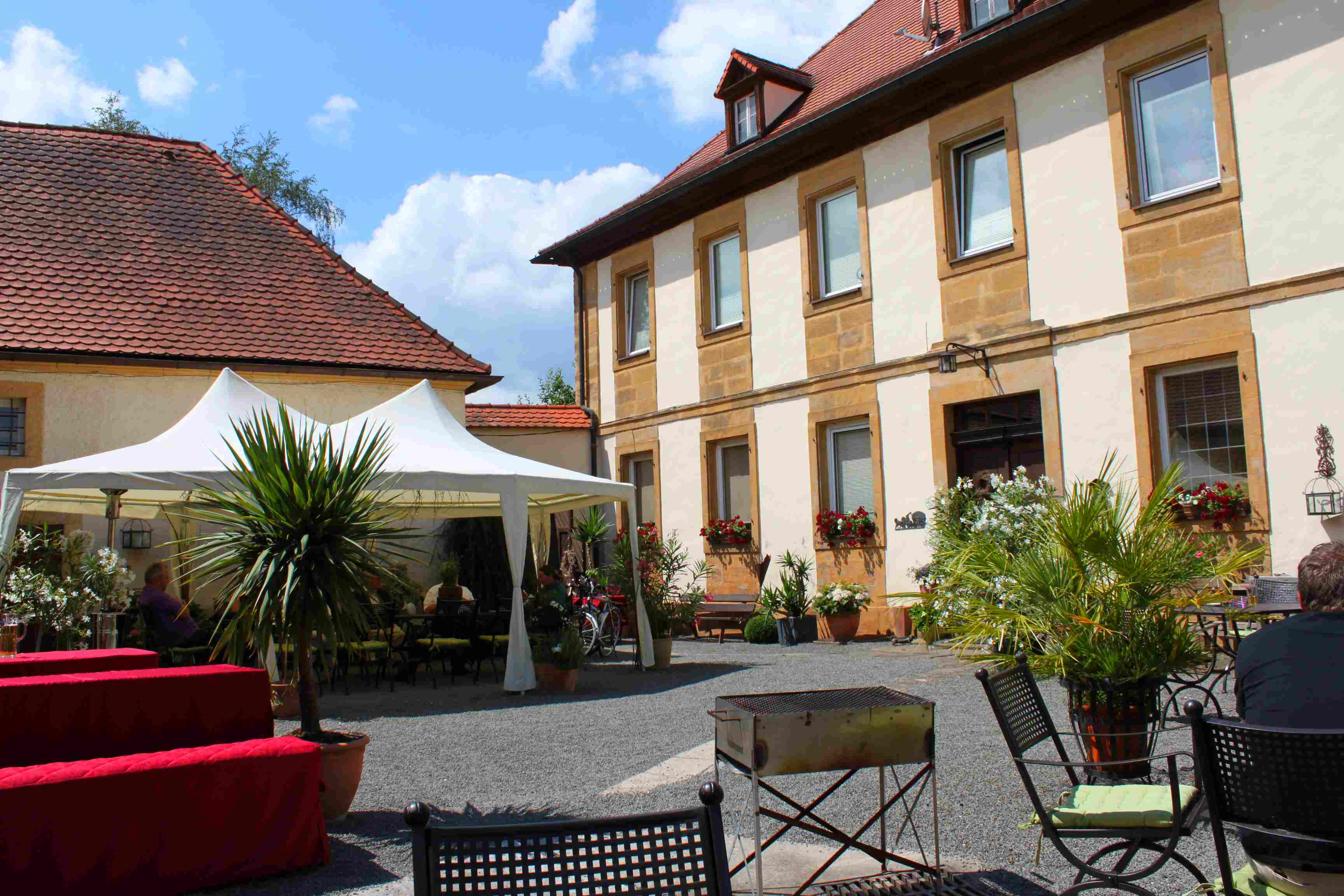
Biergarten im Innenhof des Schlosses Maineck

Das Schloss Maineck (auch Burg Maineck) ist ein Gut im Altenkunstadter Ortsteil Maineck (Schloßberg 1). Es befindet sich auf 465 m ü. NN am nördlichen Ortsrand des Dorfes, direkt am Main. Von der ehemaligen Burg ist nicht mehr viel erhalten; der Kern der Anlage ist das dompropsteiliche Amtshaus. Bereits ab dem Jahr 1333 war die damalige Burg, die sich im Laufe der Jahrhunderte durch zahlreiche Umbaumaßnahmen immer mehr einem kleinen Schloss annäherte, Amtssitz der Dompröpste des Hochstifts Bamberg. Als geschütztes Baudenkmal wird das Amtshaus vom Bayerischen Landesamt für Denkmalpflege unter der Denkmalnummer D-4-78-111-53 geführt. Aufgrund archäologischer Befunde im Bereich des Amtshauses, die in Zusammenhang mit dem mittelalterlichen Kern des Gebäudes stehen, stellt die Anlage als Ganzes zudem ein Bodendenkmal mit der Nummer D-4-5833-0143 dar. Seit 2008 befindet sich in Teilen der Anlage ein Café mit Biergarten.

## Etymologie
Der Burgname Maineck setzt sich aus der Nachsilbe -eck mit der bestimmenden Vorsilbe Main zusammen. Namen dieser Systematik waren vor allem in der ersten Hälfte des 12. Jahrhunderts verbreitet. Die heutige Ortschaft Maineck erhielt ihren Namen erst durch die Burg und hieß zuvor Neunkirchen.

## Geschichte
Die Burg Maineck wurde vermutlich in der ersten Hälfte des 12. Jahrhunderts als Rundburg errichtet. Für das Jahr 1323 ist ihre Zerstörung dokumentiert. Der damalige Burgherr Albrecht Förtsch der Jüngere ließ die Burg neu aufbauen, verzichtete auf das Eigentum jedoch zugunsten des Bamberger Bischofs Johann Wulfing von Schlackenwerth und der Kirche. Er erhielt sie im Gegenzug für sich, seine Söhne und deren männliche Erben als Burghut zurück, um mit ihren Einnahmen in Friedenszeiten und als Verteidigungsanlage im Kriegsfall der Bamberger Kirche zu dienen.
1333 erwarb der damalige Dompropst und spätere Bischof Leopold II. von Egloffstein die Burg „Mewnekk“ zusammen mit ihren Ländereien, fünf Lehen und sechs weiteren Wohnsitzen mit Hofstätten. Mit der Zustimmung des Bischofs Werntho Schenk von Reicheneck übereignete er die Burg der Dompropstei und den nachfolgenden Dompröpsten. Er erfüllte damit sein Gelübde vom 20. August 1331, der Dompropstei eine Stiftung zu machen, wenn er den Raubüberfall an diesem Tag heil überstehe. 1383 wurde die Burg als „Meyneck die Vesten“ erwähnt. Durch ein Urteil vom 5. März 1408 erhielt Dompropst Johann II. von Heideck nach einem Streit mit dem Domdechanten und dem Domkapitel die Burg Maineck als Eigentum. In den Hussitenkriegen wurde die Burg im Jahr 1430 zerstört, ebenso im Bauernkrieg im Jahr 1525. Das Domkapitel bezifferte den Schaden im Bauernkrieg am 5. April 1526 auf 1000 Gulden. Am 24. Mai 1427 wurde der schwer beschädigte Turm der Burg im Auftrag des Domkapitels abgebrochen. Am 7. Dezember 1530 wurde der Auftrag erteilt, den Schaden an der Burg erneut genau zu prüfen und festzustellen, um vom Fürstbischof eine gerechte Entschädigung zu erhalten. Ebenso sollte für den bischöflichen Amtmann wieder ein Wohnhaus erbaut werden. Die Entschädigungsforderung wurde im Jahr 1532 beim Fürstbischof eingereicht, dennoch geschah über ein Jahrzehnt nichts. Am 9. April 1540 forderte das Domkapitel den Fürstbischof erneut auf, die Schäden an der Burg Maineck zu bezahlen, um den Wiederaufbau zu ermöglichen. Eine ähnliche Forderung wurde erneut am 20. März 1543 eingereicht. Nach einer weiteren Mahnung am 22. März 1543 lenkte der Bischof schließlich ein und bewilligte am 16. April 1543 eine Entschädigungszahlung von 300 Gulden. Der Wiederaufbau, zu dem der Fürstbischof erneut 180 Gulden beisteuerte, begann im Jahr 1544. Abgeschlossen wurde die Baumaßnahme vermutlich am 25. Februar 1545 mit dem Bau des Schornsteins.
Im Zweiten Markgrafenkrieg in den Jahren 1552 bis 1554 wurde das Amtshaus durch die Truppen von Albrecht II. Alcibiades niedergebrannt. Das genaue Ausmaß der Zerstörungen ist nicht bekannt. Vermutlich blieb die Burg über 20 Jahre in ihrem ruinösen Zustand und wurde erst Mitte der 1570er Jahre wieder aufgebaut. Dafür spricht auch, dass das Wappen des bis 1575 tätigen Bamberger Dompropstes Marquard II. vom Berg über dem Tor angebracht wurde. Aus alten Urkunden geht hervor, dass 1579 die Brücke und der Schweinestall repariert wurden, jedoch ist nicht ersichtlich, ob es sich dabei um die Brücke über den Main oder um die Schlossbrücke handelte. Drei Jahre später wurde das Dach des sanierten Gutes gedeckt und das Innere teilweise neu gestaltet. In der neuen Stube wurde ein Schwibbogen eingezogen, die Innen- und Außenwände wurden getüncht, im Saal wurde Estrich gelegt und die Stube getäfelt. Bereits ein Jahr später mussten das Dach und die Fenster ausgebessert werden. In den Jahren 1583 bis 1585 wurden erneut kleinere Baumaßnahmen am und im Schloss durchgeführt, die meist gestalterischen Charakter hatten; ein neues Viehhaus wurde errichtet. 1586/87 waren wieder Ausbesserungsmaßnahmen am Gutshaus sowie in den Pferdeställen und am Torturm notwendig geworden; die Brücke über den Burggraben wurde repariert. Weitere Instandhaltungsmaßnahmen sind für die Jahre 1588/89, 1589/90, 1600/01, 1602/03, 1605/06, 1608/09, 1617/18, 1619/20 und 1620/21 überliefert.
Die Auswirkungen des Dreißigjährigen Krieges waren für Maineck eher gering. So mussten in den Jahren 1623/24, 1626/27, 1630/31 und 1639/40 jeweils kleinere Kriegsschäden behoben werden, dabei wurde die Brücke vor dem Tor der Burg durch eine Zugbrücke ersetzt, da diese einen höheren Verteidigungswert hatte. Weitere Schäden wie zerschlagene Türen wurden zwischen 1640 und 1645 behoben und verbesserte Schutzvorrichtungen hergestellt. Die schlimmste Beschädigung während des Krieges erlitt der Ansitz in den Jahren 1647/48, als schwedische Truppen zahlreiche Innenräume zertrümmerten und das Dach, die Giebel und die Außenmauern stark beschädigten. Die Reparaturarbeiten begannen 1649 und dauerten mit zahlreichen Unterbrechungen zunächst bis 1667. Als in diesem Jahr ein starker Sturm das Dach im hinteren Bereich des Hauses abriss, ordnete Bischof Philipp Valentin Voit von Rieneck am 29. August 1668 an, dass das Gebäude durch den Kastner und den Maurer und Zimmermann des Domkapitels zu besichtigen sei, bevor weitere Baumaßnahmen ergriffen werden sollten. Die drei Fachleute erstellten gemeinsam einen Plan zur Rettung des Gebäudes. Am 6. Juni 1670 fasste man den Beschluss, das Amtshaus zu generalsanieren. Hierzu stellte der Bischof 200 Gulden zur Verfügung. Dennoch wurden in den folgenden Jahrzehnten bis etwa in die 1720er Jahre erneut nur kleinere Baumaßnahmen zur Instandhaltung des Amtshauses und der Nebengebäude durchgeführt, ohne das Amtshaus grundlegend zu erneuern. In den darauffolgenden 60 Jahren wurde im Zuge zahlreicher Sanierungsarbeiten verstärkt Wert auf das Aussehen des Gebäudes gelegt; die Maßnahmen wurden jeweils unter Berücksichtigung der aktuellen Baustile getroffen. So wurde unter anderem in manchen Räumen Stuck angebracht; die rein zweckmäßige hölzerne Zugbrücke vor der Ummauerung wurde durch eine massive Bogenbrücke ersetzt. Im Jahr 1783 wurde das alte Amtshaus abgerissen. Für den Neubau entwarf 1792 der Hofarchitekt Lorenz Fink die Pläne. Vermutlich im selben Jahr begannen die Baumaßnahmen, die 1796 abgeschlossen wurden.
Der Bamberger Mathematikprofessor Johann Baptist Roppelt berichtete über die gesamte Anlage und die Ortschaft Maineck im Jahr 1801 Folgendes:

„Das Domprobsteischloß liegt auf einem runden Hügel mit einem trockenen Graben umgeben, ist aber nicht mehr bewohnbar (Abbruch 1783!). Nebst diesem sind hier ein domprobsteiliches Amtshaus und ein Kellerhaus, 6 bebaute halbe Höfe, ein Tropfhaus, welches die Judenschaft besitzt, 3 andere Tropfhäuser, ein Schafhaus und ein Schäferhaus, welche Domprobsteilehen und dem Amt Maineck steuerbar sind, ferner 6 mit Städeln versehene Häuser. 10 Tropfhäuser und zwei Hofstätten sind Weismainer Kastenlehen, zwei mit Städeln versehene Häuser sind Weismainer Pfarrlehen, zwei mit Städeln versehene Häuser und zwei Tropfhäuser sind Wallenfelser Senioratslehen.“

Ab 1803 wurde das ehemalige Amtshaus Sitz des Königlich-Bayerischen Forstamts. Hans und Emma Straßgschwandtner erwarben 1970 das Anwesen vom Freistaat Bayern und renovierten es in den folgenden Jahrzehnten. 2008 eröffnete die Familie in den Räumen der alten Pferdestallung und der alten Kapelle ein Café mit einem Biergarten im Innenhof.

## Liste der Inhaber des Dompropsteiamtes Maineck
Dompropst Leopold II. von Egloffstein erwarb 1333 die Burg Maineck für sich und seine Nachfolger. Sie wurde zum Zentrum eines kleinen Dompropsteiamtes. Die folgende Tabelle erhält mit Lücken, bedingt durch fehlende Aufzeichnungen, die Inhaber von Maineck. Mit der Säkularisation in Bayern wurde das Amt aufgelöst.
| Name                                                                  | Amtszeit  | Anmerkungen |
| --------------------------------------------------------------------- | --------- | --- |
| Leopold II. von Egloffstein                                           | 1333–1335 | Lebte und arbeitete auf seinem Ansitz in Maineck vermutlich bis zu seiner Ernennung zum Bamberger Fürstbischof |
| Johann II. von Heideck                                                | 1390–1415 | |
| Marquard II. vom Berg                                                 | 1559–1575 | |
| Wolfgang Albrecht von Würzburg                                        | 1600–1608 | † 24. März 1610                                                                                                |
| Johann Christoph Neustetter genannt Stürmer                           | 1619–1630 | † 9. November 1638                                                                                             |
| Melchior Otto Voit von Salzburg                                       | 1638–1643 | Knapp ein Jahr zugleich Fürstbischof von Bamberg (Ernennung 25. August 1642)                                   |
| Hieronymus von Würzburg                                               | 1644–1649 | † 23. März 1651                                                                                                |
| Philipp Valentin Voit von Rieneck                                     | 1650–1653 | Am 12. Januar 1653 zum Fürstbischof von Bamberg ernannt                                                        |
| Franz Karl von Stadion                                                | 1652–1684 | † 23. März 1685                                                                                                |
| Otto Philipp von Guttenberg                                           | 1685–1721 | † 11. Februar 1723                                                                                             |
| Lothar Joseph Graf von Stadion                                        | 1769      | † 20. Oktober 1770                                                                                             |
| Adalbert Philipp von Hutten                                           | 1770–1786 | † 6. April 1788                                                                                                |
| Philipp Ernst Heinrich Karl Anton Leonhard Freiherr Voit von Salzburg | 1787–1789 | † 7. April 1789                                                                                                |
| Karl Dietrich Joseph von und zu Guttenberg                            | 1790–1792 | † 6. April 1794                                                                                                |
| Johann Philipp Anton von Schaumberg                                   | 1793–1799 | † 17. Februar 1801                                                                                             |
| Joseph Karl Georg von Hutten                                          | 1800      | † 3. Mai 182                                                                                                   |

## Liste der Amtleute der Dompropstei Maineck
Wie die vorherige Liste ist diese hinsichtlich der Amtszeiten lückenhaft.
| Name                              | Amtszeit        |
| --------------------------------- | --------------- |
| Christoph Armb mit Sohn Balthasar | 1577, 1579 (?)  |
| Georg Herold                      | 1581–1608/1609  |
| Wolfgang Otto Scholderer          | 1617–1626/27    |
| Moritz Schönfelder                | 1639–1646       |
| Christoph Burkhard                | 1647–1670/71    |
| Bernhard Benedikt Burkhard        | 1672–1698/99    |
| Johann Adam Graff                 | 1721/22–1736/37 |
| Johann Straub                     | 1737/38–1756/57 |
| Johann Jakob Rahm                 | 1757–1773/74    |
| Adam Adalbert Supper              | 1774/75–1790/91 |
| Christian Bausemann               | 1791/92–1800/01 |

## Architektur
Wie die Vorgängerbauten der schlossähnlichen Anlage ausgesehen haben, ist unklar. Vor dem Hussitenkrieg und nach dem Wiederaufbau bis zum Bauernkrieg muss es sich um eine traditionelle Burganlage in runder Bauform gehandelt haben. Bis zum Jahr 1525 hatte die Anlage einen markanten, vielleicht bergfriedartigen Turm. Im Süden, Osten und Nordosten war die Anlage von einem tiefen Graben umgeben. Erhalten ist dieser nur noch im Nordosten mit einer Breite von 16 und einer Tiefe von 2,5 Metern. Bei Straßenbaumaßnahmen wurde der Rest des Grabens widerrechtlich zugeschüttet und die Bogenbrücke größtenteils im Erdreich vergraben. Im Westen und Norden ist das Gelände durch einen Steilabfall geschützt. Der Graben vor dem Tor im Süden war zuerst von einer Holzbrücke, später von einer hölzernen Zugbrücke und ist seit 1746 von einer Bogenbrücke überspannt. Für die Wasserversorgung diente ein etwa 20 Meter tiefer Grundwasserbrunnen mit Ziehvorrichtung.
Das Hauptgebäude der Anlage ist das zwischen 1792 und 1796 errichtete Amtshaus im Westen in Nord-Süd-Richtung direkt am Steilabfall des Geländes. Der Grundriss ist ein im Süden abgeschrägtes Rechteck, da sich dort die runde Burgmauer anschließt. Im Norden reicht das Haus nicht bis zur Burgmauer, dort befindet sich der Brunnen mit einem Durchmesser von 2,10 Metern, der mit einer Steinplatte abgedeckt ist. Das Amtshaus mit Keller-, Erd- und Obergeschoss hat ein Walmdach. An beiden Giebeln befinden sich je zwei Fledermausgauben mit darüberliegenden schrägen Schleppgauben, die westliche Dachseite hat ebenfalls zwei Fledermausgauben und die Ostseite drei Giebelgauben. An den beiden Giebelenden befindet sich je ein Schornstein. Die Tür- und Fensterrahmungen bestehen aus geglättetem Sandstein, das übrige Mauerwerk ist verputzt. Das Obergeschoss steht leicht hervor und wird durch ein dünnes, bandförmiges Sandsteingesims getrennt.
An das Amtshaus schließt sich im Süden das rundbogige Burgtor an. Direkt daneben erstreckt sich ein eingeschossiges, abgewalmtes Nebengebäude entlang der Innenseite der Burgmauer in nördlicher Richtung. Es ist in mehrere kleinere Räume unterteilt und beherbergte früher auch Stallungen. Im Norden ist von der ehemaligen Burgmauer nichts mehr erhalten.